# Adalberto Roque Velázquez
Adalberto Roque Velázquez (n. Pinar del Río, Cuba; 6 de marzo de 1959) es un artista cubano, que desarrolla la fotografía y la pintura. Es uno de los mejores fotógrafo del mundo latinoamericano.
Desde hace 20 años sigue todas las manifestaciones en que comparece Fidel Castro o Raúl.
Fotógrafo de la France Press en La Habana su foto han sido publicadas desde el Miami Herald hasta el Corriere della Sera, El País, y los mayores periódicos del mundo. Es también autores de videos para la televisión alemana y otras internacionales.

## Exposiciones personales
Una de sus exposiciones más importantes es la realizada en el año 1982 con el nombre de "Observaciones", Galería L, La Habana, Cuba.
Durante más de veinte años esté fotógrafo cubano ha transmitido, de forma magistral, su visión personal sobre la sociedad cubana, en múltiples exhibiciones fotográficas colectivas por prácticamente todos los continentes. En 2013 inauguró una exhibición personal en la ciudad de San Juan de los Remedios que valió a esta Villa cubana como testimonio gráfico para serle otorgada la categoría de Patrimonio Nacional.

## Exposiciones Colectivas
En 1991 expone en el Taller Internacional de la Imagen Fotográfica (colateral a la Cuarta Bienal de La Habana), Centro de Prensa Internacional, La Habana, Cuba. En 1992 forma parte de "Fotografía Contemporánea Cubana (Aniversario 150)". Ateneo Mexicano de Fotografía, México, D.F., México.

## Premios
En su carrera ha obtenido varios galardones entre ellos el Premio de la Revista Revolución y Cultura. El Premio de "Fotografía Cubana 1982", Salón 23 y M, Hotel Habana Libre, La Habana, Cuba, 1982. También 
el Primer Premio de Fotografía. "Salón Playa’83", Galería Servando Cabrera Moreno, La Habana, Cuba, 1983.
- Datos: Q5657341